# Phuket
Phuket (thai: ภูเก็ต, thailändskt uttal: [pʰūː.kèt]; tidigare känt som: Junk Ceylon, Tha-Laang eller Talang) är en ö och provins i södra Thailand. Den omges av provinserna Phang Nga och Krabi. Huvudorten har samma namn som ön, Phuket. Phukets internationella flygplats är belägen på öns norra del, där även en broförbindelse till fastlandet finns.

## Geografi
Phuket är Thailands största ö, belägen i Andamansjön vid Thailands sydvästkust. Ön är huvudsakligen kuperad och en bergskedja sträcker sig från norr till söder längs öns västra del. Bergen utgör en del av en större bergskedja som sträcker sig 440 kilometer från Kra-halvön. Öns högsta punkt är Mai Thao Sip Song (Twelve Canes), 529 m ö.h. Längs kusterna finns sandstränder och kalkstensklippor. Endast mindre rester återstår av den ursprungliga regnskogen, främst koncentrerade till naturområdet Khao Phra Thaeo. Nära öns sydspets ligger Laem Promthep (Brahma's Cape), en omtyckt utsiktsplats.

### Administrativ indelning
Provinsen är indelad i tre distrikt (amphoe). Distrikten är i sin tur indelade i 17 subdistrikt (tambon) och 103 byar (muban).
| Phukets distrikt numrerade | 1. Mueang Phuket 2. Kathu 3. Thalang |

## Ekonomi
Ön är ett av landets rikare områden och huvudintäkterna kommer huvudsakligen från turismen, men även från frukt- och gummiplantager samt en viss fiskerinäring. Uppskattningsvis 2,5 miljoner turister besöker ön årligen. Turismen är utspridd över stora delar av ön, även om flera hotell- och turistanläggningar ligger på Phukets västra och sydvästra kust, där flera badstränder såsom Patong Beach, Karon Beach och Kata Beach finns. Vid Phukets södra spets hittar man Nai Harn, en lugnare strand med bara ett fåtal hotell. Stränderna Mai Khao och Nai Yang på nordvästra Phuket bildar öns längsta strandremsa på hela 16 kilometer.

### Jordbävningen i Indiska oceanen 2004
Jordbävningen i Indiska oceanen 2004 och den efterföljande tsunamin drabbade Thailand hårt. Dödstalet i Phuket uppskattas till 250 inklusive utländska turister. Phuket drabbades därutöver även i termer av materiell förstörelse vid öns stränder. Idag har turistindustrin emellertid i stort sett återhämtat sig från katastrofen.

## Demografi
Phuket hade omkring 525 000 invånare vid folkräkningen 2010. Knappt hälften av dessa är kineser. Övervägande delen av befolkningen är buddhister, även om en stor muslimsk minoritet finns.